# Дневник безумной чёрной женщины
«Дневник безумной чёрной женщины» (англ. Diary of a Mad Black Woman) — американская комедийная мелодрама 2006 года автора Тайлера Перри, снятая по мотивам одноимённой пьесы 2001 года. Премьера состоялась 25 февраля 2005 года в США.

## Сюжет
Хелен Маккартер (Кимберли Элиз) и её муж Чарльз (Стив Харрис) имели всё: деньги, успех, прекрасный дом, счастливую семью. Их жизнь казалась идеальной, но только для общественности. И хотя Чарльз успешный адвокат, Хелен в данный момент не работает, а сидит дома. В канун свадебной годовщины Чарльз сообщает, что у него есть любовница Бренда (Лиза Маркос), мать двоих его детей, и он перебирается к ней.
Хелен приходит в дом бабушки Мэдеи (Тайлер Перри), и та обещает помочь ей встать на ноги. Она предлагает физическую помощь: берёт в руки бензопилу, таранит автомобилем ворота дома, где живёт Бренда, и помогает Хелен разорвать её одежду. За участие Мэдеи в подобном хулиганстве (камера видеонаблюдения зафиксировала её рядом с домом), судья назначает ей наказание в виде домашнего ареста. Между тем, Хелен учится жить по-новому, и заводит знакомство с водителем грузовика Орландо (Шемар Мур), которого воспринимает пока что как друга.
Во время судебного заседания по бракоразводному процессу Чарльза и Хелен, она решает оставить всё имущество и деньги мужу при условии, что он оплатит адвоката, а также лечение её матери в доме престарелых, поскольку он был первым, кто настаивал на том, чтобы поместить её туда. Чарльз счастливо и самодовольно соглашается. Через некоторое время он получает тяжёлое ранение в перестрелке, случившейся во время другого судебного заседания, где он был адвокатом обвиняемого.
Орландо предлагает Хелен не только свою дружбу. Он обещает заботиться о ней и любить её. Но прежде чем ответить, ей нужно в больницу, куда доставили раненого Чарльза. В больнице они сталкиваются с Брендой. Врач сообщает, что, возможно, Чарльз останется инвалидом, и спрашивает, должны ли они его реанимировать. Бренда ко всеобщему удивлению отвечает согласием на то, чтобы позволить ему умереть, а Хелен, всё ещё официально законная жена Чарльза, против этого, и она просит сделать всё возможное, чтобы спасти его.
Чарльз восстанавливается и возвращается домой. Он вновь прибегает к словесным оскорблениям, но Хелен не отвечает, она и так сыта ими за последние несколько недель. Становится известно, пока Чарльз находился в больнице, Бренда сняла наличные с банковского счёта и уехала вместе с детьми. Горничная Кристина была уволена, а от Чарльза отказались все друзья. Орландо говорит Хелен, что теперь она вернётся к мужу. Она предлагает остаться друзьями, но он не согласен.
Чарльз признаёт свои ошибки, понимает, кем была Бренда на самом деле, и говорит, что только Хелен всегда по-настоящему заботилась о нём. Он искренне извиняется и становится добрее. Процесс его восстановления почти закончен, Чарльз начинает ходить в церковь. Он надеется, что Хелен сможет простить его и вернуться к нему. Во время ужина она отдаёт ему обручальное кольцо и говорит, что они останутся друзьями. Хелен отправляется на поиски Орландо и просит его сделать ей предложение ещё раз. Он делает ей предложение, она соглашается.

## В ролях
- Кимберли Элиз — Хелен Маккартер
- Стив Харрис — Чарльз
- Тайлер Перри — Мэдея / Брайан / Джо
- Шемар Мур — Орландо
- Лиза Маркос — Бренда
- Тамара Тейлор — Дебра
- Сисели Тайсон — Миртли
- Тиффани Эванс — Тиффани Симмонс

## Критика, отзывы и кассовые сборы
Фильм получил смешанные, в основном негативные отзывы. Сайт Rotten Tomatoes сообщил, что 15 % критиков дали фильму оценки из 110 отзывов. Для сравнения, сайт Metacritic дает фильму взвешенный средний балл из 36 % на основе отзывов от 30 критиков, который, по мнению сайта, «в целом неблагоприятный». Роджер Эберт дал фильму одну из четырёх звёзд, утверждая, что характер Медеи «даже отдалённо неправдоподобен и не только неправильный для фильма, но и роковой для него».
За первый уик-энд фильм возглавил первую строчку и собрал свыше $ 21 миллиона. В общей сложности, в США он собрал $ 50 633 099. Международный прокат добавил к этой цифре свыше $ 19 тысяч, в результате чего общий мировой доход составил $ 50 652 203.

## После фильма
В начале 2008 года драматург Донна Уэст подала иск против Тайлера Перри, утверждая, что он украл идею из её книги 1991 года «Фантазия чёрной женщины». Вероника Льюис, адвокат Перри, сказала, что у её клиента не было необходимости присваивать работу кого-то другого. 9 декабря того же года дело было передано в окружной суд Соединенных Штатов Восточного округа штата Техас. В ходе судебного разбирательства, присяжные вынесли вердикт 8-0 в пользу Перри.

## Саундтрек
Саундтрек был выпущен американской звукозаписывающей компанией «Motown Records» 19 апреля 2005 года
- «Purify Me» — India Arie
- «Sick and Tired» — Monica
- «Different Directions» — Angie Stone
- «Things I Collected» — Tamia
- «I Wanna Swing» — Cheryl Pepsii Riley
- «I Wanna Love Again» — Natalie Cole
- «Fallen in Love» — Darlene McCoy
- «Ain’t It Funny» — Heather Headley
- «One of Us» — Cheryl Pepsii Riley
- «I Wanna Be Free» — Patti Labelle
- «Father, Can You Hear Me» — Cheryl Pepsii Riley, Tamela J. Mann, Terrell Carter, Тиффани Эванс
- «Take It to Jesus» — Tamela J. Mann

## Награды и номинации
- «Премия канала MTV (MTV Movie Awards)» (2005) — номинация в категории «Лучший мужской прорыв года» (Тайлер Перри)
- «NAACP Image Award» (2005) — номинация в категории Лучшая женская роль (Кимберли Элиз)
- «BET Comedy Award» (2005) — номинация в категории «Лучшая женская роль» (Кимберли Элиз)
- «Black Reel Award» (2005) — номинация в категории «Лучшая женская роль» (Кимберли Элиз)
- «Black Movie Award» (2005) — номинация в категории «Лучшая женская роль» (Кимберли Элиз)